# Czuwaj Przemyśl (piłka ręczna)
Stowarzyszenie Rozwoju Sportu „Przemyśl” – polski męski klub piłki ręcznej z Przemyśla, reaktywowany w 2007. Od 2013 występuje w I lidze.

## Historia
W przeszłości stanowił jedną sekcji klubu Czuwaj Przemyśl. Wiosną 1978 Czuwaj zwyciężył w rozgrywkach klasy międzywojewódzkiej awansując do II ligi, w której występował od września 1978, Po rocznej nieobecności, w 1989 przemyski zespół awansował ponownie do II ligi. W drugiej połowie lat 90. Czuwaj Przemyśl występował w I lidze (najwyższa klasa rozgrywkowa). W sezonie 1998/1999, z powodu złej sytuacji kadrowej i finansowej, wycofał się z tych rozgrywek. W 2001 wznowił działalność pod nazwą UKS Elektronik Przemyśl, przystępując do gry w II lidze. W 2002 przestał istnieć.
W 2007 klub został reaktywowany pod nazwą KS Czuwaj POSiR Przemyśl. W sezonie 2008/2009 przegrał baraż o wejście do I ligi z Jurandem Ciechanów.
W maju 2010 przemyski klub przystąpił do meczów barażowych o awans do I ligi, w których został pokonany przez ChKS Łódź (25:24; 23:35). Ze względu na wycofanie z pierwszoligowych rozgrywek drużyny AZS-AWFiS Gdańsk, Czuwaj miał w pierwszej połowie czerwca 2010 rozegrać kolejny mecz barażowy, tym razem z AZS-AWF Warszawa. Został on jednak odwołany, bowiem ligę opuścił zespół Śląska Wrocław, co spowodowało, że Czuwaj uzyskał prawo gry w I lidze. W sezonie 2010/2011 odniósł w niej osiem zwycięstw (w tym siedem w drugiej rundzie) i zajął 9. miejsce w tabeli. W następnych rozgrywkach zajął 2. pozycję (17 zwycięstw w 22 meczach; punkt straty do pierwszego Piotrkowianina Piotrków Trybunalski), dzięki której przystąpił do spotkań o awans do Superligi. Zanotował w nich zwycięstwo, remis i dwie porażki. Bilans ten zapewnił przemyskiemu zespołowi grę w barażu – w nim Czuwaj pokonał Nielbę Wągrowiec (33:27; 34:40), awansując do najwyższej klasy rozgrywkowej.
Do rozgrywek Superligi w sezonie 2012/2013 klub przystąpił pod nazwą AZS Czuwaj Przemyśl. W rundzie zasadniczej wygrał jedno spotkanie (w listopadzie 2012 z NMC Powen Zabrze), dwa zremisował, a 19 przegrał (m.in. 30 bramkami z Vive Targi Kielce w 9. kolejce). Z dorobkiem czterech punktów na koncie przystąpił do meczów o miejsca 9–12. W nich odniósł jedno zwycięstwo (w maju 2013 z Siódemką Miedź Legnica), zajmując ostatecznie 12. pozycję w tabeli, oznaczającą spadek do I ligi. Najskuteczniejszym zawodnikiem Czuwaju był Paweł Stołowski, który zdobył 161 goli, co dało mu 4. miejsce w klasyfikacji najlepszych strzelców Superligi. W sezonie 2013/2014 klub występował w pierwszoligowych rozgrywkach pod nazwą AZS Przemyśl, w kolejnych powrócił do członu Czuwaj.

## Osiągnięcia
- Superliga:
  - 12. miejsce: 2012/2013
- I liga:
  - 2. miejsce: 2011/2012
  - 2. miejsce: 2018/2019 (I liga grupa C)
  - 2. miejsce: 2019/2020 (I liga grupa C)